# Sundsvalls Boxningsklubb
Sundsvalls Boxningsklubb, SBK, är en boxningsklubb i Sundsvall som bildades 13 september 1925.
Bland de boxare som representerat Sundsvalls Boxningsklubb finns:
- Torsten Hallingström - 1950-talet
- Leif Keiski - 1980/1990-talet
- Thomas Carlsson - 1990/2000-talet
- Kennedy Katende - 2000-talet
- Richard Semakula - 2000-talet
- Kosovare Buzuku - 2000-talet
- Erfan Kakahani - 2010-talet
- Otto Wallin - 2000/2010-talet